# Queensland
Queensland je australska država koja zauzima sjeveroistočni kut kontinenta. Graniči sa Sjevernim teritorijem, Južnom Australijom i Novim Južnim Walesom.

## Britansko koloniziranje i rat s Aboridžinima
Dolazak britanskih kolonista početkom 19. stoljeća nije bio dočekan sjedeći od aboridžinskih naroda koji su naseljavali proctor sadašnjeg Queenslanda, zbog stoljetnog kontakta Aboridžina s europskim i indonežanskim trgovcima koji sežu do početka 17. stoljeća. Britanske kolonijalne vlasti htjele su što brže uspostaviti vlast nad svojim teritorijem, i htjele su na svaki način pokoriti aboridžinske narode, tako da nisu birala sredstva niti načine kako izvesti ovaj pothvat. Britanske vlasti osnovale su razne paravojne vojne snage, urođeničke milicije pod izravnom vlasti, a mnogi zemljovlasnici vodili su svoje osobne bitke s plemenima. Britanski kolonijalisti su koristili podijeljenost i svađe između pojedinih aboridžinskih naroda u svoje svrhe tako da su davali robu i usluge jednima, za izdaju, za uzvrat za palež i ubojstva protivnika britanske krune. Problem s aboridžinskim narodima bila je ta da se zbog decentralizirane kulture, nisu nikako mogli doći do zajedničkog jezika da udruže svoje snage protiv kolonijalista, jer Aboridžini nisu imali razvijene klasne structure niti izraženu ratničku kulturu ili klasu kao što je bilo prisutno recimo kod novozelandskih Maora. Zbog svega ovoga, Aboridžini su trpjeli tako da kroz vrijeme od početka 19. stoljeća do početka 20. stoljeća u međusobnim borbama je poginulo preko 30.000 Aboridžina sprema 1.500 (doseljenika, vojnika, i aboridžinskih kvislinga). Prema nekim procjenama od ruke aboridžinskih kvislinga (Urođeničke policije eng. Native police) između 1857. i 1897 ubijeno je preko 24.000 aboridžinskih muškaraca, žena, djece i staraca. Najveći masakr bijelih došljaka izveli su Aboridžini 27. listopada 1857. godine kada je ubijeno 11 Europljana na obalama rijeke Dawson kod stanice Martha Fraser's Hornet Bank. Ovo je ujedno i najveći zabilježeni masakr bijelih došljaka u Australiji koji su izveli Aboridžini.